# Fedcupový tým Kazachstánu
Tým Kazachstánu v Billie Jean King Cupu reprezentuje Kazachstán v tenisové soutěži ženských týmů od roku 1995 pod vedením národního svazu Kazachstánské tenisové federace. Před rozpadem SSSR reprezentovaly kazachstánské tenistky v letech 1968–1991 tým Sovětského svazu.
Nejlepším výsledkem Kazachstánu je 2. místo ve skupině finálového turnaje 2023, v níž porazil Slovinsko a podlehl Austrálii. Poprvé do ní postoupil v roce 2022. Před zrušením formátu dvou světových skupin v roce 2019 si ani jednu z nich nezahrál, když v letech 2013, 2017 a 2019 prohrál všechny baráže o 2. světovou úroveň.
Nehrající kapitánkou je bývalý tenista Jurij Ščukin, který nahradil ve funkci Jaroslavu Švedovovou.

## Statistiky
Hráčským týmovým statistikám vévodí bývalá členka světové padesátky Galina Voskobojevová, která vyhrála 28 utkání včetně 20 čtyřher. Nastoupila také do nejvyššího počtu 32 mezistátních zápasů. V rekordních 19 dvouhrách zvítězila Julia Putincevová, která se představila v devíti ročnících.
Minimálně dvacet utkání vyhrály Galina Voskobojevová, Jaroslava Švedovová, Julia Putincevová a Sesil Karatančevová. Jako nejmladší členka týmu do soutěže ve 14 letech zasáhla Karatančevová, když nastoupila do dubnové  2. skupiny asijsko-oceánské zóny 2004. Naopak nejstarší Kazachstánkou v soutěži se stala 34letá Voskobojevová během únorové 1. skupiny asijsko-oceánské zóny 2019.

## Chronologie výsledků

### 2020–2029
| Rok  | soutěž                            | datum              | místo                       | povrch     | soupeř         | skóre | výsledek |
| ---- | --------------------------------- | ------------------ | --------------------------- | ---------- | -------------- | ----- | -------- |
| 2021 | Kvalifikační kolo                 | 7.–8. února 2020   | Kortrijk, Belgie            | tvrdý (h)  | Belgie         | 1–3   | prohra   |
| 2021 | Světová baráž                     | 16.–17. dubna 2021 | Córdoba, Argentina          | antuka     | Argentina      | 3–2   | výhra    |
| 2022 | Kvalifikační kolo                 | 15.–16. dubna      | Nur-Sultan, Kazachstán      | antuka (h) | Německo        | 3–1   | výhra    |
| 2022 | Finálový turnaj, základní skupina | 8. listopadu       | Glasgow, Spojené království | tvrdý (h)  | Velká Británie | 2–1   | výhra    |
| 2022 | Finálový turnaj, základní skupina | 9. listopadu       | Glasgow, Spojené království | tvrdý (h)  | Španělsko      | 0–3   | prohra   |
| 2023 | Kvalifikační kolo                 | 14.–15. dubna      | Astana, Kazachstán          | antuka (h) | Polsko         | 3–1   | výhra    |
| 2023 | Finálový turnaj, základní skupina | 9. listopadu       | Sevilla, Španělsko          | tvrdý (h)  | Austrálie      | 1–2   | prohra   |
| 2023 | Finálový turnaj, základní skupina | 10. listopadu      | Sevilla, Španělsko          | tvrdý (h)  | Slovinsko      | 2–1   | výhra    |
| 2024 | Kvalifikační kolo                 | 12.–13. dubna      | Tokio, Japonsko             | tvrdý (h)  | Japonsko       | 1–3   | prohra   |
| 2024 | Světová baráž                     | 16.–17. listopadu  | Astana, Kazachstán          | tvrdý (h)  | Jižní Korea    | 3–1   | výhra    |
| 2025 | Kvalifikační kolo                 | 10. dubna          | Brisbane, Austrálie         | tvrdý      | Austrálie      | 2–1   | výhra    |
| 2025 | Kvalifikační kolo                 | 11. dubna          | Brisbane, Austrálie         | tvrdý      | Kolumbie       | 3–0   | výhra    |
| 2025 | Finálový turnaj, čtvrtfinále      | 18. září 2025      | Šen-čen, Čína               | tvrdý (h)  | Spojené státy  |       |          |

## Složení týmu

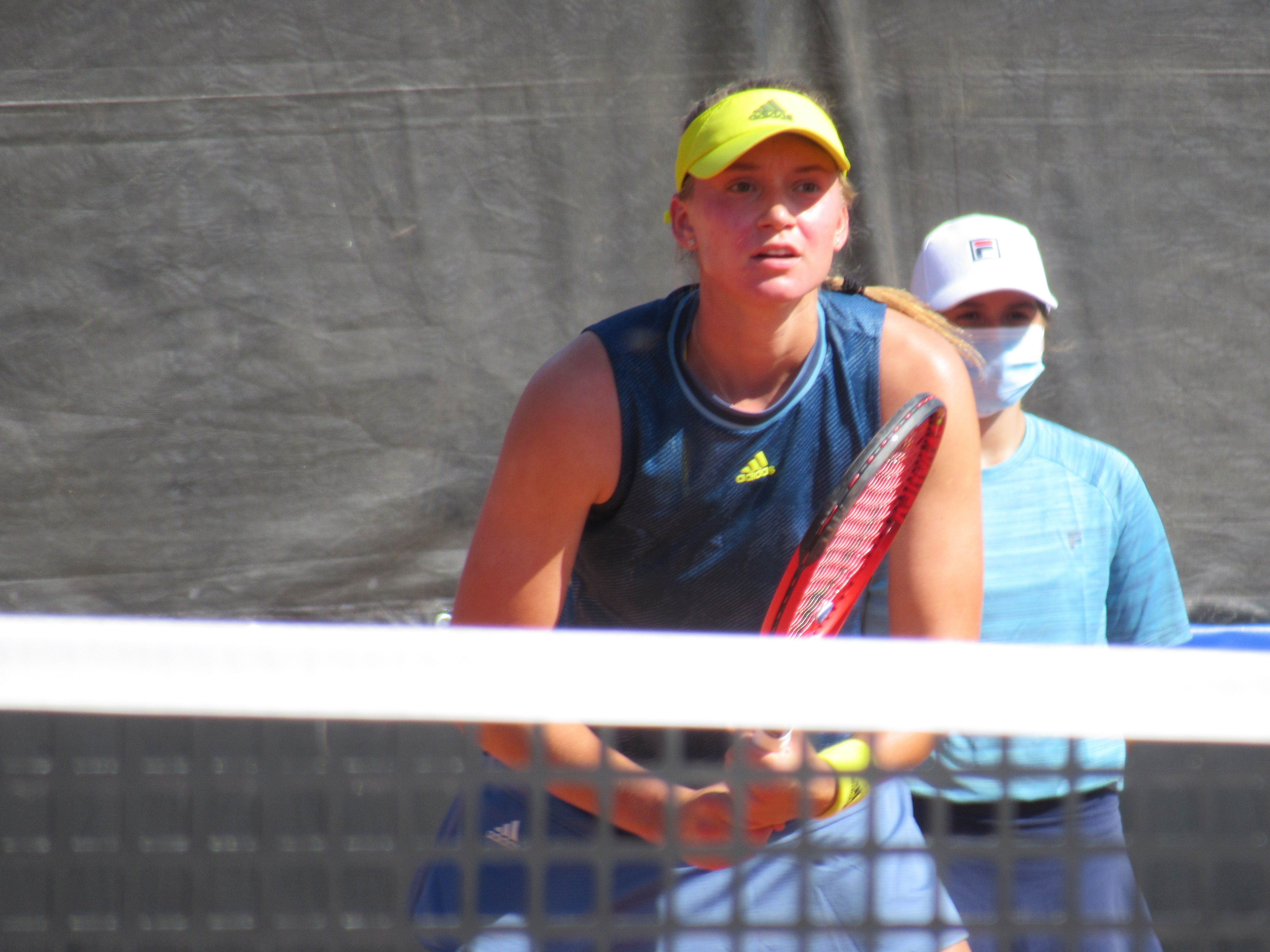
Jelena Rybakinová ve druhé dvouhře světové baráže 2021 proti Argentině

| Rok  | Členky týmu       | Členky týmu         | Členky týmu          | Členky týmu     |
| ---- | ----------------- | ------------------- | -------------------- | --------------- |
| 2021 | Julia Putincevová | Anna Danilinová     | Jaroslava Švedovová  | Zarina Dijasová |
| 2021 | Jelena Rybakinová | Žanel Rustěmovová   | —                    | —               |
| 2022 | Jelena Rybakinová | Julia Putincevová   | Žibek Kulambajevová  | Anna Danilinová |
| 2022 | Zarina Dijasová   | —                   | —                    | —               |
| 2023 | Jelena Rybakinová | Julia Putincevová   | Gozal Ajnitdinovová  | Anna Danilinová |
| 2023 | Žanel Rustěmovová | —                   | —                    | —               |
| 2024 | Julia Putincevová | Žibek Kulambajevová | Aružan Sagandikovová | Anna Danilinová |
| 2024 | Zarina Dijasová   | —                   | —                    | —               |

### Související článek
- Daviscupový tým Kazachstánu
- Kazachstán na Hopmanově poháru